# Sojourner Truth
Sojourner Truth, nascuda esclava com a Isabella Baumfree (Swartekill, Nova York, ca. 1797 – Battle Creek, Michigan, 26 de novembre de 1883) fou una afroamericana estatunidenca, abolicionista i lluitadora per la igualtat dels drets dels negres i de les dones. Truth va néixer com a esclava a Swartekill, Nova York, però va escapar amb la seva filla petita cap a la llibertat el 1826. Després d'anar als tribunals per recuperar el seu fill el 1828, es va convertir en la primera dona negra a guanyar un cas d'aquest tipus contra un home blanc.
Es va donar el nom de Sojourner Truth l'any 1843 després d'haver-se convençut que Déu l'havia cridat a abandonar la ciutat i anar al camp "testimoniant l'esperança que hi havia en ella". El seu discurs més conegut va ser pronunciat de manera extemporània, el 1851, a la Convenció dels Drets de les Dones d'Ohio a Akron, Ohio. El discurs es va fer àmpliament conegut durant la Guerra Civil amb el títol "Ain't I a Woman?", una variació del discurs original reescrit per algú altre utilitzant un dialecte estereotipat del sud, mentre que Sojourner Truth era de Nova York i va créixer parlant neerlandès com a primera llengua. Durant la Guerra Civil, Truth va ajudar a reclutar tropes negres per a l'Exèrcit de la Unió; després de la guerra, va tractar sense èxit d'aconseguir subvencions de terres del govern federal per a persones antigament esclavitzades (resumida com la promesa de "quaranta hectàrees i una mula"). Va continuar lluitant en nom de les dones i els afroamericans fins a la seva mort. Com va escriure la seva biògrafa Nell Irvin Painter: "En un moment en què la majoria dels nord-americans pensaven que els esclaus eren homes i les dones blanques, hi ha un fet que encara val la pena repetir: entre els negres hi ha dones; entre les dones, hi ha negres".
El 2009 es va presentar un bust commemoratiu de Truth a l'Emancipation Hall del Centre de Visitants del Capitoli dels Estats Units. És la primera dona afroamericana que té una estàtua a l'edifici del Capitoli. El 2014, Truth es va incloure a la llista de la revista Smithsonian dels "100 nord-americans més significatius de tots els temps".

## Història

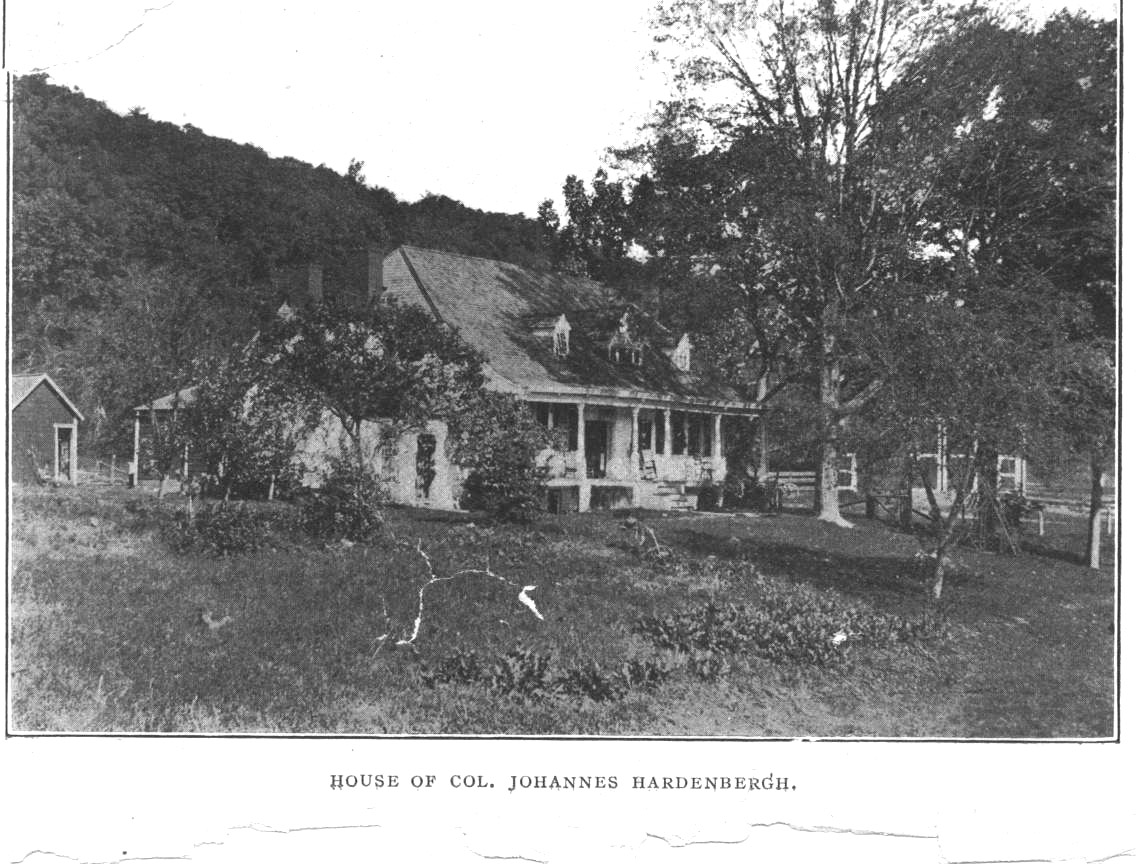
Casa del Coronel Johannes Hardenbergh

Sojourner havia nascut esclava en un llogaret de l'estat de Nova York anomenat Swartekill, ara part del llogaret i municipi de Rifton, al final del segle xviii. Sojourner Truth va estimar una vegada que va néixer atre 1797 i 1800. Truth va ser un dels 10 o 12 fills nascuts de James i Elizabeth Baumfree (o Bomefree). El coronel Hardenbergh va comprar James i Elizabeth Baumfree als comerciants d'esclaus i va mantenir la seva família a la seva finca en una gran zona muntanyosa anomenada amb el nom holandès Swartekill (al nord de l'actual Rifton), a la ciutat d'Esopus, Nova York, a 153 km al nord de la ciutat de Nova York. La seva primera llengua va ser l'holandès, i va continuar parlant amb un accent holandès durant la resta de la seva vida. Charles Hardenbergh va heretar la finca del seu pare i va continuar esclavitzant la gent com a part de la propietat d'aquesta finca.
Quan Charles Hardenbergh va morir el 1806, Truth, de nou anys, (coneguda com a Belle), va ser venuda en una subhasta amb un ramat d'ovelles per 100 dòlars a John Neely, a prop de Kingston, Nova York. Fins aquell moment, Truth només parlava holandès, i després d'aprendre anglès, el parlava amb un accent holandès, no amb l'estereotipat anglès "Black slave". Més tard va descriure a Neely com a cruel i dura, i va explicar com la va colpejar diàriament i fins i tot una vegada amb un paquet de varetes. El 1808 Neely la va vendre per 105 dòlars al taverner Martinus Schryver de Port Ewen, Nova York, que la va tenir durant 18 mesos. Schryver va vendre llavors Truth el 1810 a John Dumont de West Park, Nova York. John Dumont la va violar repetidament, i hi havia una tensió considerable entre Truth i la dona de Dumont, Elizabeth Waring Dumont, que la va assetjar i li va fer la vida més difícil.
Al voltant de 1815, Truth va conèixer i es va enamorar d'un home esclau anomenat Robert d'una granja veïna. El propietari de Robert (Charles Catton, Jr., un pintor paisatgista) va prohibir la seva relació; no volia que la gent que havia esclavitzat tingués fills amb gent que no era esclau seu, perquè no seria propietari dels fills. Un dia en Robert es va colar per veure Truth. Quan Catton i el seu fill el van trobar, van colpejar salvatgement en Robert fins que finalment Dumont va intervenir. Truth no va tornar a veure Robert després d'aquell dia i va morir uns anys després. L'experiència va perseguir Truth al llarg de la seva vida. Truth finalment es va casar amb un esclau gran anomenat Thomas. Va tenir cinc fills: James, el seu primogènit, que va morir en la infància, Diana (1815), fruit d'una violació per part de John Dumont, i Peter (1821), Elizabeth (1825) i Sophia (ca. 1826), tots nascuts després que ella i Thomas s'unissin.

## Llibertat
L'any 1799, l'estat de Nova York va començar a legislar sobre l'abolició de l'esclavitud, encara que el procés d'emancipació d'aquelles persones esclavitzades a Nova York no es va completar fins al 4 de juliol de 1827. Dumont havia promès atorgar a Truth la seva llibertat un any abans de l'emancipació de l'estat, "si feia bé i era fidel". No obstant això, va canviar d'opinió, al·legant que una lesió a la mà l'havia fet menys productiva. Estava enfurismada, però va continuar treballant, filant 45 kg de llana, per satisfer el seu sentit d'obligació amb ell.
El 1827 va fugir cap al Canadà, portant-hi la seva filla petita, Sophia. Va haver de deixar enrere els seus altres fills perquè no estaven legalment alliberats per l'ordre d'emancipació fins que no havien servit com a criats lligats a vint anys. Més tard va dir: "No vaig fugir, perquè pensava que això era dolent, però vaig marxar, creient que estava bé". Va trobar el camí cap a la casa d'Isaac i Maria Van Wagenen a New Paltz, que la van acollir a ella i al seu nadó. Isaac es va oferir a comprar els seus serveis durant la resta de l'any (fins que l'emancipació de l'estat va entrar en vigor), que Dumont va acceptar per 20 dòlars. Va viure allà fins que es va aprovar poc després l'abolició de l'esclavitud a l'estat un any després.
Truth va saber que el seu fill Peter, llavors de cinc anys, havia estat venut per Dumont i després tornat a vendre il·legalment a un propietari d'Alabama. Amb l'ajuda dels Van Wagenen, va portar el tema al Tribunal Suprem de Nova York. Amb el nom d'Isabella van Wagenen, va presentar una demanda contra el nou propietari de Peter, Solomon Gedney. L'any 1828, després de mesos de processos judicials, va recuperar el seu fill, que havia estat maltractat pels qui l'esclavitzaven. Truth es va convertir en una de les primeres dones negres a acudir als tribunals contra un home blanc i guanyar el cas. Els documents judicials relacionats amb aquesta demanda van ser redescoberts pel personal dels Arxius de l'Estat de Nova York el 2022.
Truth va tenir una experiència religiosa que li va canviar la vida durant la seva estada amb els Van Wagenen i es va convertir en una cristiana devota. El 1829 es va traslladar amb el seu fill Peter a la ciutat de Nova York, on va treballar com a mestressa de cases per a Elijah Pierson, un evangelista cristià i amb ell va predicar l'Evangeli als carrers. Mentre era a Nova York, es va fer amistat amb Mary Simpson, una botiguera de John Street que afirmava que havia estat esclavitzada per George Washington. Compartien l'interès per la caritat pels pobres i es van fer amics íntims. El 1832, va conèixer a Robert Matthews, també conegut com el profeta Matthias, i va anar a treballar per a ell com a mestressa de casa a la colònia comunal del regne de Matthias. Elijah Pierson va morir, i Robert Matthews i Truth van ser acusats de robar-lo i enverinar-lo. Tots dos van ser absolts de l'assassinat, encara que Matthews va ser condemnat per delictes menors, va complir pena i es va traslladar a l'oest.
El 1839, el fill de Truth, Peter, va agafar una feina en un vaixell balener anomenat Zona de Nantucket. De 1840 a 1841, va rebre tres cartes d'ell, encara que en la seva tercera li va dir que n'havia enviat cinc. Peter va dir que tampoc no va rebre cap de les seves cartes. Quan el vaixell va tornar al port el 1842, en Peter no hi era a bord i Truth no en va tornar a saber d'ell.

## El resultat de la llibertat
El 1841 marxà al poble de Florence, un llogaret del municipi de Northampton (Massachusetts), i s'uní a una comunitat utòpica, la Northampton Association of Education and Industry. L'any 1843 va ser un punt d'inflexió per a Baumfree. Es va convertir en metodista i l'1 de juny, diumenge de Pentecosta, va canviar el seu nom a Sojourner Truth. Va triar el nom perquè va escoltar l'Esperit de Déu que la cridava a predicar la veritat. Va dir als seus amics: "L'Esperit em crida, i he d'anar", i va marxar viatjant i predicant sobre l'abolició de l'esclavitud. Amb només unes quantes possessions en una funda de coixí, va viatjar cap al nord, fent camí a través de la vall del riu Connecticut, cap a Massachusetts. El 1843 va canviar el seu nom pel de Sojourner Truth. Quan la comunitat va plegar, continuà vivint a Florence, on treballà amb Olive Gilbert per escriure l'autobiografia Narrative of Sojourner Truth: a Northern slave.
En aquell moment, Truth va començar a assistir a les reunions del campament adventista millerita. Els millerites van seguir els ensenyaments de William Miller de Nova York, que va predicar que Jesús apareixeria el 1843-1844, provocant la fi del món. Molts de la comunitat millerita van apreciar molt la predicació de Truth, i ella va atreure grans multituds quan parlava. Com molts altres decebuts quan la segona vinguda prevista no va arribar, Truth es va distanciar dels seus amics millerites durant un temps.
El 1844, es va unir a l'Associació d'Educació i Indústria de Northampton a Florence, Massachusetts. Fundada per abolicionistes, l'organització donava suport als drets de les dones i la tolerància religiosa, així com el pacifisme. Hi havia, en els seus quatre anys i mig d'història, un total de 240 membres, encara que no més de 120 a la vegada. Vivien en 1,9 km², criant bestiar, amb una serradora, un molí i una fàbrica de seda. Truth vivia i treballava a la comunitat i supervisava la bugaderia, on treballaven tant homes com dones. Mentre era allà, Truth va conèixer William Lloyd Garrison, Frederick Douglass i David Ruggles. Encoratjada per la comunitat, Truth va pronunciar el seu primer discurs contra l'esclavitud aquell any.
El 1845, es va unir a la família de George Benson, cunyat de William Lloyd Garrison. El 1846, l'Associació d'Educació i Indústria de Northampton es va dissoldre, sense poder mantenir-se. El 1849, va visitar John Dumont abans que es traslladés a l'oest.
Truth va començar a dictar les seves memòries a la seva amiga Olive Gilbert i el 1850 William Lloyd Garrison va publicar en privat el seu llibre, The Narrative of Sojourner Truth: a Northern Slave. Aquell mateix any, va comprar una casa a Florence per 300 dòlars i va parlar a la primera Convenció Nacional dels Drets de la Dona a Worcester, Massachusetts. El 1854, amb els ingressos de les vendes de la narració i Carte de visite amb el subtítol "Venc l'ombra per donar suport a la substància", va pagar la hipoteca que tenia el seu amic de la comunitat, Samuel L. Hill.

## "No sóc una dona?"
Esdevingué una oradora reconeguda en la defensa de l'abolicionisme i dels drets de les dones: en destaca el seu famós discurs, tot i que breu, Ain't I a woman? (Que no soc una dona?), pronunciat a la Convenció sobre els Drets de les Dones d'Ohio, a Akron, el 1851. Segons l'escriptora Antoinette Torres, «és un dels primers discursos de l'afrofeminisme i marca l'esperit del feminisme negre fins avui». El seu discurs va reclamar la igualtat de drets humans per a totes les dones. També va parlar com una antiga dona esclava, combinant les crides a l'abolicionisme amb els drets de les dones i aprofitant la seva força com a treballadora per reivindicar la seva igualtat de drets.
La convenció va ser organitzada per Hannah Tracy Cutler i Frances Dana Barker Gage, que ambdues estaven presents quan Truth va parlar. S'han enregistrat diferents versions de les paraules de Truth, amb la primera publicada un mes després al Anti-Slavery Bugle del Rev. Marius Robinson, el propietari i editor del diari que estava entre l'audiència. El relat del discurs de Robinson no incloïa cap exemple de la pregunta "No sóc una dona?" Tampoc cap dels altres diaris va informar del seu discurs en aquell moment. Dotze anys més tard, el maig de 1863, Gage va publicar una altra versió, molt diferent. En ell, el patró de parla de Truth semblava tenir característiques dels esclaus del sud, i el discurs era molt diferent del que havia informat Robinson. La versió del discurs de Gage es va convertir en la versió més difosa, i es coneix com "No sóc una dona?" perquè aquesta pregunta es va repetir quatre vegades. És molt poc probable que el mateix patró de parla de Truth fos de naturalesa meridional, ja que va néixer i es va criar a Nova York, i només parlava el baix holandès superior de l'estat de Nova York fins als nou anys.En la versió enregistrada pel Rev. Marius Robinson, Truth va dir:
| « | Vull dir unes paraules sobre aquest tema. Sóc els drets d'una dona. [ sic ] Tinc tant múscul com qualsevol home, i puc fer tanta feina com qualsevol home. He llaurat i collit i descabellat i picat i segat, i algú pot fer més que això? He sentit molt parlar de la igualtat de sexes. Puc portar tant com qualsevol home, i també puc menjar tant, si ho aconsegueixo. Sóc tan fort com qualsevol home que ho sigui ara. Pel que fa a l'intel·lecte, tot el que puc dir és que si una dona té una pinta i un home un quart, per què no pot tenir la seva pinta petita plena? No cal que tingueu por de donar-nos els nostres drets per por de prendre massa, perquè no podem agafar més del que aguantarà la nostra pinta. Els pobres sembla que estan tots confusos i no saben què fer. Per què fills, si teniu drets de dona, doneu-los-hi i us sentireu millor. Tindràs els teus propis drets i no seran tants problemes. No sé llegir, però sé escoltar. He escoltat la Bíblia i he après que Eva va fer pecar l'home. Bé, si la dona molesta el món, doneu-li l'oportunitat de tornar-ho a posar bé. La Senyora ha parlat de Jesús, com mai no va rebutjar la dona d'ell, i ella tenia raó. Quan Llàtzer va morir, Maria i Marta es van acostar a ell amb fe i amor i li van demanar que criés el seu germà. I Jesús va plorar i Llàtzer va sortir. I com va venir Jesús al món? A través de Déu que el va crear i de la dona que el va néixer. Home, on era la teva part? Però les dones s'acosten, beneït sigui Déu, i alguns dels homes vénen amb elles. Però l'home està en un lloc ajustat, el pobre esclau està sobre ell, la dona li ve sobre ell, segurament està entre un falcó i un voltor. | » |

En contrast amb l'informe de Robinson, la versió de Gage de 1863 incloïa Truth dient que els seus 13 fills van ser venuts d'ella com a esclavitud. Es creu àmpliament que Truth va tenir cinc fills, amb un venut, i que mai va presumir de tenir més fills. El record de Gage de la convenció de 1863 entra en conflicte amb el seu propi informe directament després de la convenció: Gage va escriure el 1851 que Akron en general i la premsa, en particular, eren en gran manera amigables amb la convenció dels drets de la dona, però el 1863 va escriure que els líders de la convenció eren por dels oponents "mafiosos". Altres informes de testimonis oculars del discurs de Truth van explicar una història tranquil·la, una on totes les cares estaven "brillant d'alegria" a la sessió on va parlar Truth; que cap "una nota discordant" va interrompre l'harmonia del procediment. En els informes contemporanis, Truth va ser ben rebut pels assistents a la convenció, la majoria dels quals eren abolicionistes de llarga data, amigables amb les idees progressistes de raça i drets civils. A la versió de Gage de 1863, Truth es va trobar amb xiulets, amb veus que cridaven per evitar que parlés. Altres reunions interracials de dones abolicionistes blanques i negres s'havien enfrontat de fet amb violència, inclosa la crema de Pennsylvania Hall (Filadèlfia).
Segons el recompte de Frances Gage el 1863, Truth va argumentar: "Aquell home d'allà diu que les dones han de ser ajudades a pujar als carruatges, aixecar-les per les séquies i tenir el millor lloc a tot arreu. Ningú m'ajuda en qualsevol millor lloc. I jo no sóc una dona?"" Ain't I a Woman" de Truth va mostrar la manca de reconeixement que van rebre les dones negres durant aquest temps i la manca de reconeixement de les quals es continuarà veient molt després del seu temps. "Les dones negres, per descomptat, eren pràcticament invisibles dins de la campanya prolongada pel sufragi femení", va escriure Angela Davis, donant suport a l'argument de Truth que ningú li dona "el millor lloc"; i no només ella, sinó les dones negres en general.
Durant els següents 10 anys, Truth va parlar davant desenes, potser centenars, d'audiències. De 1851 a 1853, Truth va treballar amb Marius Robinson, l'editor de l'Ohio Anti-Slavery Bugle, i va viatjar per aquest estat parlant. El 1853, va parlar en una "convenció mafiosa" de sufragistes al Tabernacle de Broadway a la ciutat de Nova York; aquell any també va conèixer Harriet Beecher Stowe. El 1856, va viatjar a Battle Creek (Michigan), per parlar amb un grup anomenat Friends of Human Progress.

## Altres discursos
Northampton Camp Meeting - 1844, Northampton, Massachusetts: en una reunió on ella participava com a predicadora itinerant, una banda de "joves salvatges" va interrompre la reunió de campament, es va negar a marxar i va amenaçar de cremar les tendes. Truth va captar la sensació de por que impregnava els adoradors i es va amagar darrere d'un bagul a la seva tenda, pensant que com que ella era l'única persona negra present, la turba l'atacaria primer. No obstant això, va raonar amb ella mateixa i va decidir fer alguna cosa: a mesura que el soroll de la turba augmentava i una predicadora "tremolava a la tribuna dels predicadors", Truth va anar a un petit turó i va començar a cantar "a la seva manera més fervorosa, amb tota la força de la seva veu més poderosa, l'himne a la resurrecció de Crist". La seva cançó, "Era d'hora al matí", va reunir els amotinats a ella i els va calmar. La van instar a cantar, predicar i pregar pel seu entreteniment. Després de cantar cançons i predicar durant aproximadament una hora, Truth va negociar amb ells per marxar després d'una última cançó. La multitud va acceptar i va abandonar la reunió del campament.

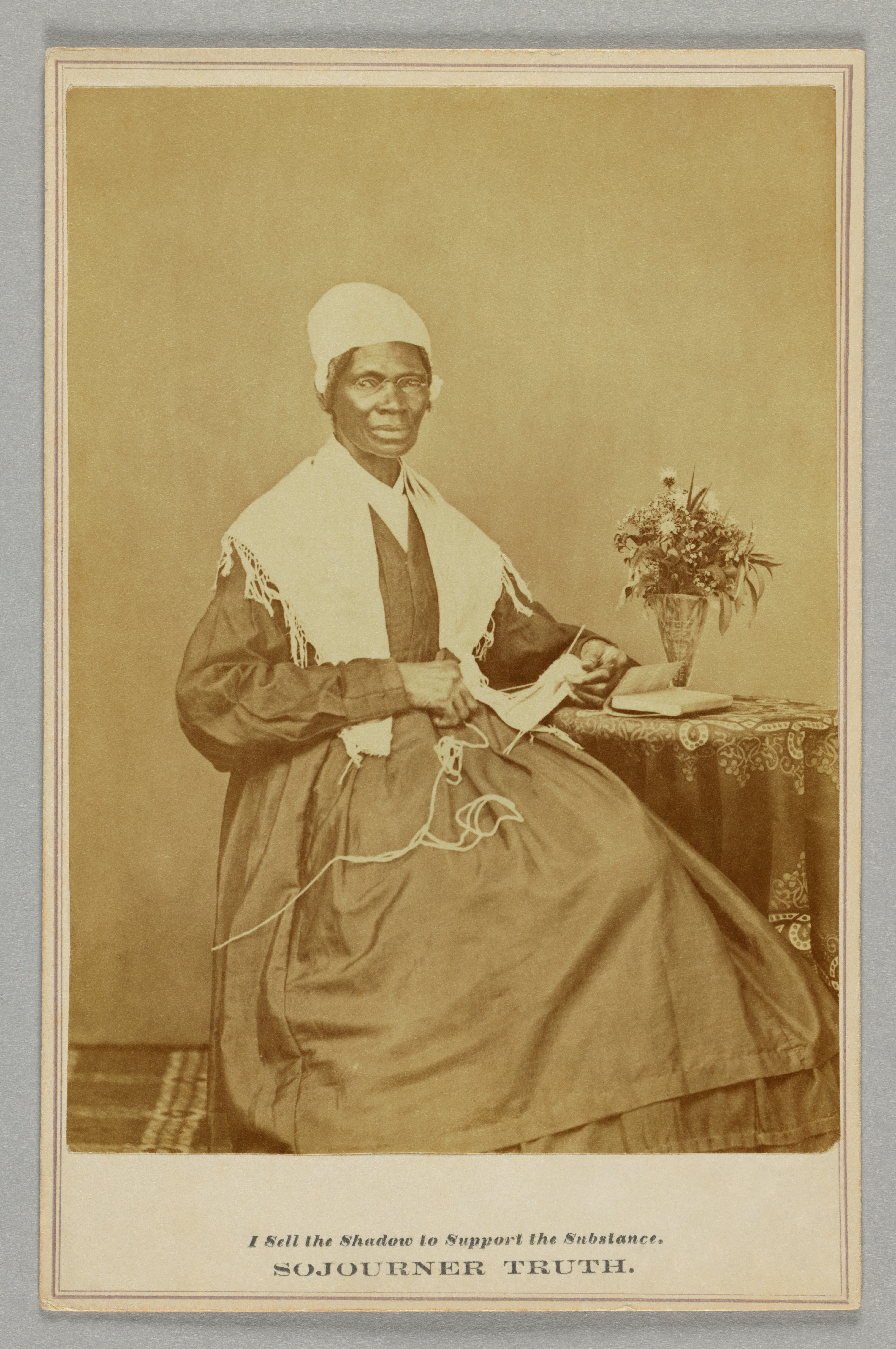
Truth va vendre cartes de visita i targetes de gabinet, com aquesta, per recaptar diners per a la seva feina. El text sobre el seu nom diu "Venc l'ombra per donar suport a la substància".

Convenció abolicionista - 1840, Boston, Massachusetts: William Lloyd Garrison va convidar Sojourner Truth a pronunciar un discurs en una convenció anual contra l'esclavitud. Se suposava que Wendell Phillips havia de parlar després d'ella, cosa que la va posar nerviosa, ja que se'l coneixia com un bon orador. Així que Truth va cantar una cançó, "I am Pleading for My people", que era la seva pròpia composició original cantada amb la melodia d'Auld Lang Syne. El 1857 Truth anà a Michigan i s'hi instal·la: continuà amb la defensa dels seus ideals. Després de la Proclamació d'emancipació marxà a Washington DC i hi conegué el president Abraham Lincoln, i donà suport a l'exèrcit de la Unió durant la Guerra Civil americana.
Convenció de la púrria - 7 de setembre de 1853: a la convenció, els joves la van saludar amb "una tempesta perfecta", xiulets i gemecs. En resposta, Truth va dir: "Pots xiular tant com vulguis, però les dones tindran els seus drets de totes maneres. No ens pots aturar tampoc". Sojourner, com altres oradors públics, sovint va adaptar els seus discursos a com el públic responia a ella. En el seu discurs, Sojourner parla pels drets de les dones. Incorpora referències religioses en el seu discurs, especialment la història d'Esther. Després continua dient que, igual que les dones a les Escriptures, les dones d'avui lluiten pels seus drets. A més, Sojourner renya la multitud pel seu comportament groller, recordant-los que Déu diu "Honor al teu pare i a la teva mare".
American Equal Rights Association - 9-10 de maig de 1867: el seu discurs es va dirigir a l'American Equal Rights Association i es va dividir en tres sessions. Sojourner va ser rebuda amb forts aplaudiments en lloc de xiulets, ara que tenia una reputació més ben formada. The Call havia anunciat el seu nom com una de les principals ponents de la convenció. Durant la primera part de la seva intervenció, va parlar principalment dels drets de les dones negres. Sojourner va argumentar que com que l'empenta per la igualtat de drets havia fet que els homes negres guanyessin nous drets, ara era el millor moment per donar a les dones negres els drets que es mereixen. Al llarg de la seva intervenció, va continuar subratllant que "hauríem de mantenir les coses mentre les coses es mouen" i tem que un cop s'aconsegueixi la lluita pels drets dels colors, trigaria molt de temps a reconfortar la gent a la idea que les dones de color tinguin els mateixos drets.
En les segones sessions del discurs de Sojourner, va utilitzar una història de la Bíblia per ajudar a reforçar el seu argument per la igualtat de drets de les dones. Va acabar la seva argumentació acusant els homes de ser egocèntrics, dient: "L'home és tan egoista que té els drets de les dones i també els seus, i, tanmateix, no donarà els seus drets a les dones. Els guarda tots per a ell". Per a la darrera sessió del discurs de Sojourner, el centre de la seva atenció es va centrar principalment en el dret de vot de les dones. Sojourner va dir al seu públic que era propietària de la seva pròpia casa, igual que altres dones, i que, per tant, havia de pagar impostos. No obstant això, encara no van poder votar perquè eren dones. Les dones negres que estaven esclavitzades eren obligades a fer treballs manuals durs, com ara construir carreteres. Sojourner argumenta que si aquestes dones poguessin fer aquestes tasques, llavors se'ls hauria de permetre votar perquè segurament votar és més fàcil que construir carreteres.
Vuitè aniversari de la llibertat negra - Dia d'Any Nou, 1871: En aquesta ocasió, els diaris de Boston relataven que "...poques vegades hi ha una ocasió de més atracció o major interès general. Tots els espais disponibles d'estar i estar dempeus estaven plens de gent". Comença el seu discurs donant una mica de fons sobre la seva pròpia vida. Sojourner explica com la seva mare li va dir que pregués a Déu perquè tingués bons mestres i mestresses. Continua afirmant com els seus amos no eren bons amb ella, com la van assotar per no entendre l'anglès i com preguntaria a Déu per què no havia fet que els seus amos fossin bons amb ella. Sojourner admet davant l'audiència que alguna vegada havia odiat els blancs, però diu que quan va conèixer el seu darrer mestre, Jesús, es va omplir d'amor per tothom. Una vegada que la gent esclavitzada es va emancipar, li diu a la multitud que sabia que les seves oracions havien estat contestades. Aquesta última part del discurs de Sojourner porta el seu focus principal. Algunes persones esclaves alliberades vivien en aquell moment amb l'ajut del govern, pagada pels contribuents. Sojourner anuncia que això no és millor per a aquestes persones de color que per als membres del seu públic. Aleshores proposa que els negres rebin la seva pròpia terra. Com que una part de la població del Sud contenia rebels que estaven descontents amb l'abolició de l'esclavitud, aquesta regió dels Estats Units no era adequada per a persones de color. Continua suggerint que les persones de color rebin terres a l'oest per construir cases i prosperar.
Segona Convenció Anual de l'Associació Americana de Sufragi de la Dona - Boston, 1871: En un breu discurs, Truth va argumentar que els drets de les dones eren essencials, no només per al seu propi benestar, sinó "en benefici de tota la creació, no només de les dones"., sinó tots els homes de la faç de la terra, perquè n'eren la mare".

### En una missió
Truth va dedicar la seva vida a lluitar per una societat més igualitària per als afroamericans i per a les dones, incloent-hi l'abolició, els drets de vot i els drets de propietat. Va estar a l'avantguarda dels esforços per abordar qüestions interaccionades de justícia social. Com va escriure la historiadora Martha Jones, "quan les dones negres com Truth parlaven de drets, van barrejar les seves idees amb desafiaments a l'esclavitud i al racisme. Truth va explicar les seves pròpies històries, les que suggerien que un moviment de dones podria prendre una altra direcció, una que defensava els amplis interessos de tota la humanitat."
Truth, juntament amb Stephen Symonds Foster i Abby Kelley Foster, Jonathan Walker, Marius Robinson i Sallie Holley, van reorganitzar la Michigan Anti-Slavery Society el 1853 a Adrian, Michigan. La societat estatal va ser fundada el 1836 a Ann Arbor, Michigan.
El 1856, Truth va comprar un solar veí a Northampton, però no va mantenir la nova propietat durant molt de temps. El 3 de setembre de 1857, va vendre totes les seves possessions, noves i velles, a Daniel Ives i es va traslladar a Battle Creek (Michigan), on es va reunir amb antics membres del moviment millerita que havien format l'Església Adventista del Setè dia. Els moviments contra l'esclavitud havien començat aviat a Michigan i Ohio. Aquí, també es va unir al nucli dels abolicionistes de Michigan, els Amics Progressistes, alguns que ja havia conegut a les convencions nacionals. De 1857 a 1867, Truth va viure al poble d'Harmonia, Michigan, una utopia espiritualista. Després es va traslladar a la propera Battle Creek (Michigan), vivint a casa seva al 38 College St. fins a la seva mort el 1883. Segons el cens de 1860, la seva llar a Harmonia incloïa la seva filla, Elizabeth Banks (35 anys), i els seus néts James Caldwell (mal escrit com "Colvin"; 16 anys) i Sammy Banks (8 anys).
Durant la Guerra Civil, Truth va ajudar a reclutar tropes negres per a l'Exèrcit de la Unió. El seu net, James Caldwell, es va allistar al 54è Regiment de Massachusetts. El 1864, Truth va ser emprada per la National Freedman's Relief Association a Washington, DC, on va treballar amb diligència per millorar les condicions dels afroamericans. A l'octubre d'aquell any, va ser convidada a la Casa Blanca pel president Abraham Lincoln. El 1865, mentre treballava al Freedman's Hospital de Washington, Truth va pujar als tramvies per ajudar a forçar la seva desegregació.
A Truth se li atribueix l'escrit d'una cançó, "The Valiant Soldiers", per al 1r Regiment de color de Michigan; es deia que va ser composta durant la guerra i cantada per ella a Detroit i Washington, DC. Es canta amb la melodia de "John Brown's Body" o "The Battle Hymn of the Republic".
El 1867, Truth es va traslladar d'Harmonia a Battle Creek. El 1868, va viatjar a l'oest de Nova York i va visitar Amy Post, i va continuar viatjant per tota la costa est. En una xerrada a Florence, Massachusetts, després que acabava de tornar d'un viatge molt cansat, quan la Truth va ser cridada per parlar, es va aixecar i va dir: "Nens, he vingut aquí com la resta de vosaltres, per escoltar el que jo cal dir."
El 1870, Truth va intentar aconseguir concessions de terres del govern federal a antics esclaus, un projecte que va dur a terme durant set anys sense èxit. Mentre estava a Washington, DC, va tenir una reunió amb el president Ulysses S. Grant a la Casa Blanca. El 1872, va tornar a Battle Creek, es va activar en la campanya de reelecció presidencial de Grant i fins i tot va intentar votar el dia de les eleccions, però va ser rebutjada al lloc de votació.
Truth va parlar sobre l'abolició, els drets de les dones, la reforma de la presó i va predicar a la Legislatura de Michigan contra la pena capital. No tothom va acollir la seva predicació i conferències, però tenia molts amics i un suport ferm entre moltes persones influents en aquell moment, com Amy Post, Parker Pillsbury, Frances Gage, Wendell Phillips, William Lloyd Garrison, Laura Smith Haviland, Lucretia Mott, Ellen G. White i Susan B. Anthony.
Truth va dedicar la seva vida a lluitar per una societat més igualitària per als afroamericans i per a les dones, incloent-hi l'abolició, els drets de vot i els drets de propietat. Va estar a l'avantguarda dels esforços per abordar qüestions interaccionades de justícia social. Com va escriure la historiadora Martha Jones, "quan les dones negres com Truth parlaven de drets, van barrejar les seves idees amb desafiaments a l'esclavitud i al racisme. Truth va explicar les seves pròpies històries, les que suggerien que un moviment de dones podria prendre una altra direcció, una que defensava els amplis interessos de tota la humanitat."
Truth, juntament amb Stephen Symonds Foster i Abby Kelley Foster, Jonathan Walker, Marius Robinson i Sallie Holley, van reorganitzar la Michigan Anti-Slavery Society el 1853 a Adrian, Michigan. La societat estatal va ser fundada el 1836 a Ann Arbor, Michigan.
El 1856, Truth va comprar un solar veí a Northampton, però no va mantenir la nova propietat durant molt de temps. El 3 de setembre de 1857, va vendre totes les seves possessions, noves i velles, a Daniel Ives i es va traslladar a Battle Creek (Michigan), on es va reunir amb antics membres del moviment millerita que havien format l'Església Adventista del Setè dia. Els moviments contra l'esclavitud havien començat aviat a Michigan i Ohio. Aquí, també es va unir al nucli dels abolicionistes de Michigan, els Amics Progressistes, alguns que ja havia conegut a les convencions nacionals. De 1857 a 1867, Truth va viure al poble d'Harmonia, Michigan, una utopia espiritualista. Després es va traslladar a la propera Battle Creek (Michigan), vivint a casa seva al 38 College St. fins a la seva mort el 1883. Segons el cens de 1860, la seva llar a Harmonia incloïa la seva filla, Elizabeth Banks (35 anys), i els seus néts James Caldwell (mal escrit com "Colvin"; 16 anys) i Sammy Banks (8 anys).
Durant la Guerra Civil, Truth va ajudar a reclutar tropes negres per a l'Exèrcit de la Unió. El seu net, James Caldwell, es va allistar al 54è Regiment de Massachusetts. El 1864, Truth va ser emprada per la National Freedman's Relief Association a Washington, DC, on va treballar amb diligència per millorar les condicions dels afroamericans. A l'octubre d'aquell any, va ser convidada a la Casa Blanca pel president Abraham Lincoln. El 1865, mentre treballava al Freedman's Hospital de Washington, Truth va pujar als tramvies per ajudar a forçar la seva desegregació.
A Truth se li atribueix l'escrit d'una cançó, " The Valiant Soldiers ", per al 1r Regiment de colors de Michigan; es deia que va ser composta durant la guerra i cantada per ella a Detroit i Washington, DC. Es canta amb la melodia de " John Brown's Body " o " The Battle Hymn of the Republic ". Tot i que Truth va afirmar haver escrit les paraules, s'ha discutit (vegeu " Maring Song of the First Arkansas ").
El 1867, Truth es va traslladar d'Harmonia a Battle Creek. El 1868, va viatjar a l'oest de Nova York i va visitar Amy Post, i va continuar viatjant per tota la costa est. En una xerrada a Florence, Massachusetts, després que acabava de tornar d'un viatge molt cansat, quan la Truth va ser cridada per parlar, es va aixecar i va dir: "Nens, he vingut aquí com la resta de vosaltres, per escoltar el que jo cal dir."
El 1870, Truth va intentar aconseguir subvencions de terres del govern federal a antics esclaus, un projecte que va dur a terme durant set anys sense èxit. Mentre estava a Washington, DC, va tenir una reunió amb el president Ulysses S. Grant a la Casa Blanca. El 1872, va tornar a Battle Creek, es va activar en la campanya de reelecció presidencial de Grant i fins i tot va intentar votar el dia de les eleccions, però va ser rebutjada al lloc de votació.
Truth va parlar sobre l'abolició, els drets de les dones, la reforma de la presó i va predicar a la Legislatura de Michigan contra la pena capital. No tothom va acollir la seva predicació i conferències, però tenia molts amics i un suport ferm entre moltes persones influents en aquell moment, com Amy Post, Parker Pillsbury, Frances Gage, Wendell Phillips, William Lloyd Garrison, Laura Smith Haviland, Lucretia Mott, Ellen G. White i Susan B. Anthony.

### Malaltia i mort
El 1867 Truth tornà a Michigan i va ser atesa per dues de les seves filles en els últims anys de la seva vida. Diversos dies abans de la mort de Sojourner Truth, un periodista va venir del Grand Rapids Eagle per entrevistar-la. "La seva cara estava tensa i demacrada i aparentment patia un gran dolor. Els seus ulls eren molt brillants i la ment alerta encara que li costava parlar."
Truth va morir a primera hora del matí del 26 de novembre de 1883, a la seva casa de Battle Creek. El 28 de novembre de 1883, el seu funeral es va celebrar a l'Església Congregacional-Presbiteriana oficiat pel seu pastor, el reverend Reed Stuart. Alguns dels ciutadans prominents de Battle Creek van actuar com a portadors; prop de mil persones van assistir al servei. Truth va ser enterrada al cementiri d'Oak Hill de la ciutat.
Frederick Douglass va oferir un elogi per a ella a Washington, DC "Venerable per l'edat, distingida per la comprensió de la naturalesa humana, notable per la independència i l'autoafirmació valenta, dedicada al benestar de la seva raça, ha estat durant els últims quaranta anys un objecte. de respecte i admiració als reformadors socials de tot arreu".

## Llegat

### Monuments i estàtues
Hi ha hagut molts monuments erigits en honor a Sojourner Truth, commemorant la seva vida i obra. Aquests inclouen plaques commemoratives, busts i estàtues de mida completa.

#### Michigan
La primera placa històrica en honor a Truth es va establir a Battle Creek, Michigan, el 1935, quan es va col·locar un monument de pedra a la Stone History Tower, al Monument Park. El 1976, l'estat de Michigan va reconèixer encara més el seu llegat anomenant l'Interstate 194 al comtat de Calhoun, Michigan, Sojourner Truth Downtown Parkway.
El 1999 va marcar el bicentenari estimat del naixement de Sojourner. Per honorar l'ocasió, es va afegir una escultura més gran de Sojourner Truth de Tina Allen al Monument Park de Battle Creek. El monument Sojourner de 12 peus d'alçada està fos en bronze.

#### Ohio
El 1981, es va descobrir una placa a l'Església Universalista "Old Stone" a Akron, Ohio, on Sojourner Truth li va dir la seva famosa "No soc una dona?" el 29 de maig de 1851.

#### Nova York
El 1983, es va descobrir una placa en honor a Sojourner Truth davant de l'històric Palau de Justícia del Comtat d'Ulster a Kingston, Nova York. La placa va ser lliurada pel Comitè del Dia de Truth per commemorar el centenari de la seva mort.
El 1998, en el 150è aniversari de la Convenció de Seneca Falls, es va presentar una estàtua de terracota a mida real de Truth dels artistes A. Lloyd Lillie, Jr. i Victoria Guerina al centre de visitants del Parc Històric Nacional dels Drets de les Dones. Tot i que Truth no va assistir a la convenció, l'estàtua va marcar el famós discurs de Truth de 1851 a Akron, Ohio, i va reconèixer el seu paper important en la lluita pel sufragi femení.
El 2013, es va instal·lar una estàtua de bronze de Truth com una nena d'11 anys a Port Ewen, Nova York, on Truth va viure durant diversos anys mentre encara era esclava. L'escultura va ser creada per New Paltz, Nova York, l'escultora Trina Green.
El 2015, el Museu Klyne Esopus va instal·lar una placa a Ulster Park, Nova York, commemorant el camí de Truth cap a la llibertat el 1826. Va caminar unes 14 milles des d'Esopus, fins al que ara és Floyd Acert Road, fins a Rifton, Nova York.
El 2020, es va inaugurar una estàtua al Walkway Over the Hudson Park a Highland, Nova York. Va ser creat per l'escultor de Yonkers Vinnie Bagwell, per encàrrec de la Comissió de Sufragi de Dones de l'Estat de Nova York. L'estàtua inclou text, braille i símbols. Els plecs de la seva faldilla actuen com un llenç per representar les experiències vitals de Sojourner, incloses imatges d'una jove mare esclava consolant el seu fill, un cartell de venda d'esclavitud, imatges dels seus companys abolicionistes i un cartell per a una marxa pel sufragi femení.
El 26 d'agost de 2020, en el 100è aniversari de l'aprovació de la 19a esmena a la Constitució dels EUA, es va inaugurar una estàtua en honor a Truth, Elizabeth Cady Stanton i Susan B. Anthony a Central Park de la ciutat de Nova York. L'escultura, titulada " Monument dels pioners dels drets de les dones ", va ser creada per l'artista nord-americana Meredith Bergmann. És la primera escultura de Central Park que representa dones històriques. Una estàtua del personatge de ficció Alícia al país de les meravelles és l'única altra figura femenina representada al parc. Els plans originals per al monument només incloïen Stanton i Anthony, però després que els crítics van plantejar objeccions a la manca d'inclusió de dones de color, Truth es va afegir al disseny.
El 28 de febrer de 2022, la governadora de Nova York, Kathy Hochul, va dedicar Sojourner Truth State Park a prop del lloc del seu lloc de naixement.

#### Califòrnia
El 1999 es va inaugurar a Sacramento, Califòrnia, una estàtua mexicana de pedra calcària de Sojourner Truth de l'escultora Elizabeth Catlett, a la cantonada de K i 13th Street. Va ser vandalitzada l'any 2013.
Una estàtua de bronze de l'escultora de San Diego Manuelita Brown es va dedicar el 22 de gener de 2015 al campus del Thurgood Marshall College of Law, de la Universitat de Califòrnia a San Diego. L'artista va donar l'escultura a la universitat.

#### Massachusetts
El 2002, l'estàtua Sojourner Truth Memorial de l'escultor d'Oregon Thomas "Jay" Warren es va instal·lar a Florence, Massachusetts, en un petit parc situat a Pine Street i Park Street, on va viure durant deu anys.

#### Washington DC
El 2009, es va instal·lar un bust de Sojourner Truth al Capitoli dels Estats Units. El bust va ser esculpit pel conegut artista Artis Lane. Es troba a l'Emancipation Hall del Centre de Visitants del Capitoli dels Estats Units. Amb aquesta instal·lació, Truth es va convertir en la primera dona negra a ser honrada amb una estàtua a l'edifici del Capitoli.

### Reconeixement addicional
Pel que fa a la revista Ms., que va començar l'any 1972, Gloria Steinem ha afirmat: "L'anomenàvem Sojourner, de Sojourner Truth, però això es va percebre com una revista de viatges.
Truth va ser incorporada pòstumament al National Women's Hall of Fame a Seneca Falls, Nova York, el 1981. També va ser incorporada al Saló de la Fama de les Dones de Michigan, a Lansing, Michigan. Va formar part de la classe inaugural d'incorporats quan el museu es va establir el 1983.
El Servei Postal dels EUA va emetre un segell postal commemoratiu de 22 cèntims en honor a Sojourner Truth el 1986. L'obra d'art original va ser creada per Jerry Pinkney i presenta un doble retrat de Truth. El segell formava part de la sèrie Black Heritage. El primer dia d'edició va ser el 4 de febrer de 1986.
Truth es va incloure en un monument de les "Fites legals de Michigan" erigit per l'Advocacia de l'Estat de Michigan el 1987, en honor al seu històric cas judicial.
El calendari de sants de l'Església Episcopal recorda Sojourner Truth anualment, juntament amb Elizabeth Cady Stanton, Amelia Bloomer i Harriet Ross Tubman, el 20 de juliol. El calendari de sants de l'Església luterana recorda Sojourner Truth juntament amb Harriet Tubman el 10 de març.
El 1997, el ròver robòtic de la missió Mars Pathfinder de la NASA va rebre el nom de "Sojourner". L'any següent, ST Writes Home va aparèixer a la xarxa oferint "Letters to Mom from Sojourner Truth", en què el Mars Pathfinder Rover de vegades es fa ressò del seu homònim.
L'any 2002, l'estudiós de la Temple University Molefi Kete Asante va publicar una llista dels 100 millors afroamericans, que inclou Sojourner Truth.
El 2014, l'asteroide 249521 Truth va ser nomenat en honor seu.
Truth va ser inclosa a la llista de la Smithsonian Institution dels "100 nord-americans més significatius", publicada el 2014.
El Departament del Tresor dels Estats Units va anunciar l'any 2016 que apareixerà una imatge de Sojourner Truth a la part posterior d'un bitllet de 10 dòlars de disseny recent juntament amb Lucretia Mott, Susan B. Anthony, Elizabeth Cady Stanton, Alice Paul i la Desfilada del sufragi femení de 1913. Els dissenys de nous bitllets de 5, 10 i 20 dòlars estaven inicialment programats per ser presentats el 2020 juntament amb el 100è aniversari de les dones nord-americanes que van guanyar el dret de vot mitjançant la Dinovena Esmena de la Constitució dels Estats Units. El secretari del Tresor, Steve Mnuchin, va anunciar que els plans per al redisseny de 20 dòlars, que havia de comptar amb Harriet Tubman, s'han ajornat.
El 19 de setembre de 2018, el secretari de la Marina dels Estats Units, Ray Mabus, va anunciar el nom de l'últim vaixell d'un contracte de construcció de sis unitats com a USNS Sojourner Truth (T-AO 210). Aquest vaixell formarà part de l'últim John Lewis -classe de Vaixell d'abastament logístic- batejat així en honor als herois dels drets humans i civils dels Estats Units que actualment s'estan construint a General Dynamics NASSCO a San Diego, CA.
L'1 de febrer de 2019 es va presentar un Google Doodle en honor a Sojourner Truth. El doodle es va mostrar al Canadà, Estats Units, Regne Unit, Suïssa, Israel, Irlanda i Alemanya.
Per al seu primer partit del març del 2019, les dones de la selecció femenina de futbol dels Estats Units van lluir cadascuna una samarreta amb el nom d'una dona a la qual homenatjaven a l'esquena; Christen Press va triar el nom de Sojourner Truth.

### Obres d'art
El 1862, l'escultor nord-americà William Wetmore Story va completar una estàtua de marbre, inspirada en Sojourner Truth, anomenada The Libyan Sibyl. L'obra va guanyar un premi a l'Exposició Mundial de Londres. L'escultura original va ser regalada al Metropolitan Museum of Art, a la ciutat de Nova York, per la Erving Wolf Foundation el 1978.
El 1892, l'artista d'Albion Frank Courter va rebre l'encàrrec de Frances Titus de pintar la trobada entre Truth i el president Abraham Lincoln que va tenir lloc el 29 d'octubre de 1864.
El 1945, Elizabeth Catlett va crear una impressió titulada I'm Sojourner Truth com a part d'una sèrie en honor al treball de les dones negres. L'estampa es troba a la col·lecció del Metropolitan Museum of Art. Més tard crearia una estàtua de mida completa de Truth, que es va mostrar a Sacramento, Califòrnia.
El 1958, l'artista afroamericà John Biggers va crear un mural anomenat Contribució de la dona negra a la vida i l'educació americanes com a tesi doctoral. Es va presentar al Blue Triangle Community Center (antiga YWCA) de Houston, Texas i compta amb Sojourner Truth, Harriet Tubman i Phillis Wheatley.
Inspirada en el treball de la historiadora de dones pionera Gerda Lerner, l'artista feminista Judy Chicago (Judith Sylvia Cohen) va crear una obra mestra col·laborativa: The Dinner Party, una instal·lació artística de mitjans mixts, entre els anys 1974 i 1979. El lloc de Sojourner Truth és un dels 39. El Dinner Party és regalat per la Fundació Elizabeth Sackler al Centre d'Art Feminista Elizabeth A. Sackler, Museu de Brooklyn - Nova York l'any 2000.
El governador de Nova York, Mario Cuomo, va presentar una estàtua de dos peus de Sojourner Truth, feta per l'escultora de Nova York Ruth Inge Hardison, a Nelson Mandela durant la seva visita a la ciutat de Nova York, el 1990.
El compositor afroamericà Gary Powell Nash va compondre In Memoriam: Sojourner Truth, el 1992.
El musical de Broadway The Civil War, que es va estrenar el 1999, inclou una versió abreujada de "Ain't I a Woman?" de Truth. A la gravació del repartiment de 1999, la cançó va ser interpretada per Maya Angelou.
El 2018, un mural de ganxet, Sojourner Truth: Ain't IA Woman?, es va penjar a la paret exterior de l'Akron Civic Theatre al Lock 3 Park a Ohio. Va ser un dels quatre projectes a Nova York i Carolina del Nord com a part del "Love Across the USA", encapçalat per l'artista de fibra OLEK.

#### Treball de Woodrow Nash
El 2022, el Comitè del Centenari del Sufragi de la Cimera ha de presentar una estàtua de Sojourner Truth a Akron, commemorant el discurs. L'obra encarregada és de bronze, de deu peus d'alçada i serà fosa per l'artista local Woodrow Nash. L'arranjament del parc circumdant, la Sojourner Truth Memorial Plaza, es va produir l'agost del 2022.

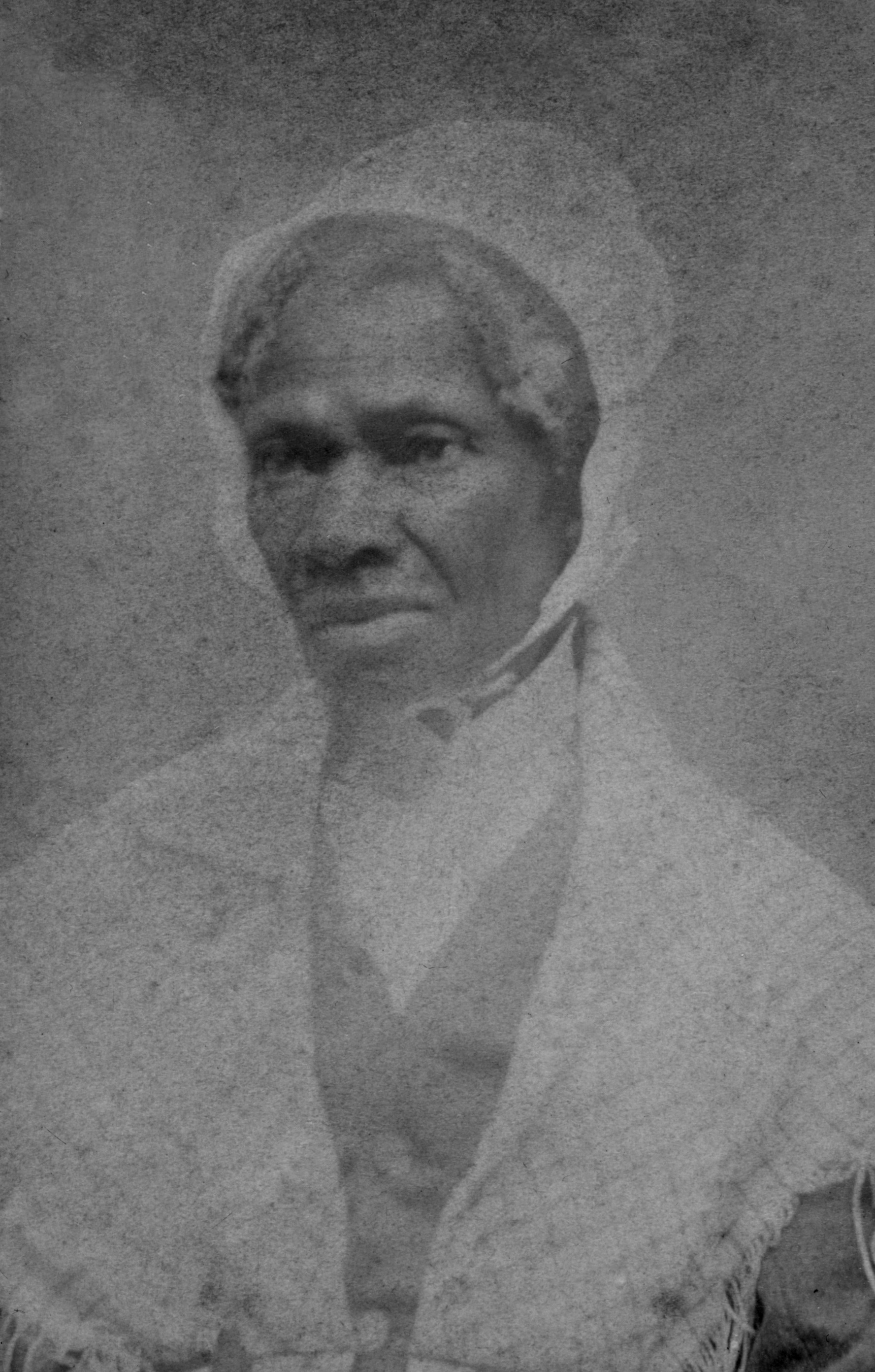
Sojourner Truth, cap al 1864

### Biblioteques, escoles i edificis
- La biblioteca Sojourner Truth de la New Paltz State University de Nova York va ser batejada en honor de Truth el 1971.[106]
- El 1980, l'Inter Cooperative Council de la Universitat de Michigan i els residents de l'aleshores Lenny Bruce House la van rebatejar com a Sojourner Truth House[107] en honor seu.
- El 1991, el comtat de Summit, Ohio, dedica el renovat edifici Danner Press com l'edifici Sojourner Truth a Akron i presenta el marcador històric d'Ohio reinstal·lat a la paret de l'edifici.[108][109]
- El King's College, situat a l'interior de l'Empire State Building a la ciutat de Nova York, nomena una de les seves cases "The House of Sojourner Truth" l'any 2004.[110]
- Com a reconeixement que Truth i els seus pares van ser esclavitzats per persones relacionades amb el seu primer president, la Universitat de Rutgers va canviar el nom dels seus apartaments de College Avenue a Sojourner Truth Apartments.[111][112]
- Sojourner–Douglass College de Baltimore, que va tancar el 2019, va rebre el nom de Truth i Frederick Douglass.
- A partir del febrer de 2020, les escoles primàries i les escoles K-12 de diversos estats porten el nom de Truth.

### Organitzacions
- El 1969 es va establir el grup polític d'esquerres Sojourner Truth Organization.
- El 1996, l'artista visual i activista comunitària Shonna McDaniels va establir el Museu del Patrimoni (art) afroamericà Sojourner Truth a South Sacramento, Califòrnia (conegut popularment com el Museu "SOJO"). [113]
- El 1998, la Dra. Velma Laws Clay va fundar el Sojourner Truth Institute a Battle Creek, per "ampliar el coneixement històric i biogràfic de l'obra vital de Sojourner Truth i dur a terme la seva missió ensenyant, demostrant i promovent projectes que accentuen els ideals i principis pels quals ella es va posar dempeus".[114]
- Les Sojourner Truth Houses s'han establert a moltes ciutats dels Estats Units per oferir allotjament i serveis a dones que s'enfronten a les persones sense llar o a l'abús domèstic. Aquests inclouen Sojourner Truth Houses a Boston, MA,[115] Providence, RI,[116] i Pittsburgh, PA.[117]

## Escrits
- Narrativa de Sojourner Truth: A Northern Slave (1850).
  - Dover Publications edició 1997:ISBN 0-486-29899-X
  - Penguin Classics edició 1998:ISBN 0-14-043678-2. Introducció i notes de Nell Irvin Painter.
  - Edició en línia de la Universitat de Pennsilvània (format html, un capítol per pàgina)
  - Edició en línia de la Universitat de Virgínia (format HTML, 207 kB, llibre sencer en una pàgina)